# مأمور خرید (فیلم کوتاه)
مأمور خرید یک فیلم کوتاه داستانی، ساخته علی توکلی است.